# Kościół Apostoła Pawła w Bładnicach
Kościół Apostoła Pawła w Bładnicach – kościół ewangelicko-augsburski w Bładnicach, w województwie śląskim w Polsce. Należy do parafii ewangelicko-augsburskiej w Bładnicach.

## Historia
Bładnice należały do parafii ewangelickiej w Ustroniu. Pierwsza kaplica na terenie miejscowości została wybudowana w 1900 r. na cmentarzu. W kaplicy zawieszono w 1924 r. dwa dzwony wyprodukowane w zakładach w Bochum.
Od 1873 r. we wsi działała szkoła ewangelicka, zamieniona w 1875 r. w szkołę publiczną. Nowy budynek szkolny powstał w 1950 r. w wyniku przebudowy pensjonatu wypoczynkowego w Nierodzimiu, gdzie przeniesiono uczniów z Bładnic. Budynek starej szkoły zaczął funkcjonować jako kaplica, gdzie prowadzone były nabożeństwa. 13 czerwca 1992 r. poświęcono nowo wybudowany budynek parafialny znajdujący się obok szkoły, w którym zamieszkał wikariusz parafii ustrońskiej ks. Adrian Korczago. W 1993 r. został on proboszczem pomocniczym.
Zbór bładnicki zdecydował o budowie kościoła, w związku z czym wyburzono połowę starej szkoły. Projektantem budynku świątyni został Edward Kisiel, natomiast wystroju wnętrza - Karol Kubala. Pierwsze wykopy pod fundamenty wykonano 18 kwietnia 1993 r., a kamień węgielny wmurowano 27 czerwca 1993 r.
W ramach pierwszego etapu ukończono dolny kościół, poświęcony 9 kwietnia 1995 r. Kolejne pomieszczenia tam się znajdujące otwarto 5 kwietnia 1998 r. Całą świątynię oddano do użytku 11 września 1999 r., a budynek szkoły całkowicie rozebrano.
Bładnice stały się samodzielną parafią w 2000 r.